# William Henry Perkin Jr.
William Henry Perkin Jr. (ur. 17 czerwca 1860 r. w Sudbury, zm. 17 września 1929 r. w Oksfordzie) – brytyjski chemik, profesor uniwersytetów. Specjalizował się w chemii organicznej. 
Był synem wybitnego chemika i przemysłowca Williama Henry'ego Perkina (1838 - 1907). Piastował stanowiska profesora chemii organicznej na uniwersytetach w Edynburgu (1887-1892), Manchesterze (1892-1913) i Oxfordzie (od 1913 r. do śmierci). Prowadził prace badawcze z zakresu syntezy węglowodorów polimetylenowych (cykloparafiny), chemii terpenów.
Swoje prace publikował w Trasactions of the Chemical Society. W 1899 r. wraz z Frederickem Kippingiem wydał podręcznik do chemii organicznej (Organic Chemistry).
W 1890 r. został przyjęty w skład Royal Society, które w 1904 r. uhonorowało go Medalem Davy'ego. W latach 1913–1916 był przewodniczącym brytyjskiego Chemical Society.